# Aile Ouest

Plan synthétique du complexe de la Maison-Blanche, avec à gauche l'aile Ouest et en couleur plus claire, le bureau ovale.

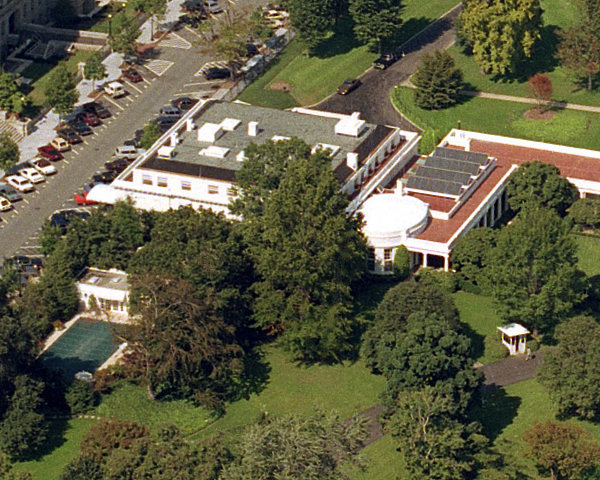
Vue aérienne de l'aile Ouest en 1984 sous la présidence Reagan. On aperçoit le bureau ovale (toit blanc ovale) et deux de ses trois fenêtres. À droite, la colonnade (toit rouge) reliant l'aile à la Résidence exécutive et à l'extrême gauche, de l'autre côté de la rue, une des entrées l'Old Executive Building. En bas à gauche, couverte d'une bâche verte, la piscine de la Maison-Blanche.

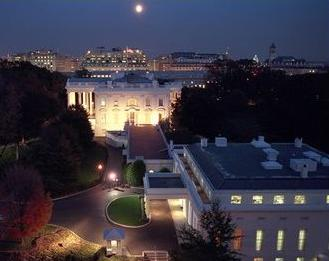
Entrée principale de l'aile Ouest vue depuis le Old Executive Building. Au fond, avec la façade éclairée, la Résidence exécutive.

L'aile Ouest (en anglais West Wing) est le nom du bâtiment abritant les bureaux du président des États-Unis. Elle fait partie du complexe de la Maison-Blanche et est située juste à l'ouest de la Résidence exécutive (Executive Residence), le corps central, résidentiel et historique de la Maison-Blanche, à laquelle elle est reliée par une colonnade. Moins haute que le bâtiment central et largement dissimulée par les arbres, l'aile Ouest est peu visible de l'extérieur. Elle comprend un rez-de-chaussée/rez-de-jardin où se trouvent les principales pièces dont le bureau ovale et la Cabinet Room, la salle où se réunit le cabinet présidentiel, un petit étage et un sous-sol où se trouve la Situation Room, une salle d'opérations pour gérer les situations d'urgence.
L'aile Ouest abrite une cinquantaine des plus proches collaborateurs du président mais une partie de l'équipe présidentielle se trouve dans un bâtiment adjacent, mais en dehors de la Maison-Blanche, le Old Executive Office Building, désormais officiellement dénommé l'Eisenhower Executive Office Building et quelques-uns dans l'aile Est de la Maison-Blanche.

## Historique

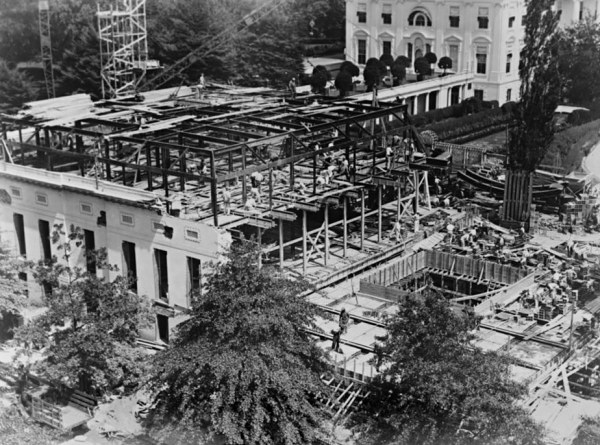
Reconstruction de l'aile Ouest en 1934 au début de la présidence Roosevelt.

À l'origine, lors de son achèvement en 1800, la Maison-Blanche ne comprenait que le bâtiment central actuel, la Résidence exécutive (Executive Residence). Le président et son équipe de collaborateurs, alors réduite, travaillaient au deuxième étage du bâtiment, bâtiment qui servait à la fois de bureaux, de lieu de réception et de résidence pour le président et sa famille.
En 1902, le nouveau président Theodore Roosevelt avec ses six enfants et son personnel se trouvait trop à l'étroit et fit donc construire une aile supplémentaire à l'emplacement des serres de la Maison-Blanche, juste à l'ouest du bâtiment historique. Il le fit relier au corps principal du bâtiment par une colonnade qui prolongeait la colonnade construite sous Thomas Jefferson. Ce bâtiment ne devait alors qu'être temporaire. À cette époque, le bureau du président se trouvait dans une pièce carrée au centre de cette nouvelle aile (à l'emplacement de l'actuelle Roosevelt Room).
En 1909, le président William Howard Taft fit transformer et agrandir l'aile Ouest et modifia l'intérieur du bureau présidentiel. Un point important de cette transformation fut sa forme ovale, rappelant les deux pièces ovales de la Résidence exécutive et qui étant donné sa forme, fut surnommé le « bureau ovale ». Le plan ovale était également un hommage au bureau du premier président américain George Washington à Philadelphie et du symbole de démocratie de l'époque.
Le 24 décembre 1929, la veille de Noël, cette aile fut en partie détruite par un incendie d'origine électrique. Quand Franklin Delano Roosevelt devint président en 1933, il lança la troisième et dernière grande réorganisation de l'aile, avec une importante reconstruction dont un nouveau bureau ovale. Il détestait l'emplacement central d'origine parce qu'il manquait de fenêtres et qu'il recevait presque toute sa lumière par des lucarnes. Le nouveau bureau, placé dans le coin sud-est de l'aile ouvrait sur la colonnade et les jardins de la Maison-Blanche. Il donnait aussi au président une plus grande intimité : il pouvait maintenant se déplacer entre le bâtiment principal et l'aile Ouest sans être vu de tout son personnel, comme c'était le cas avec le bureau précédent.
Franklin Roosevelt se vit également offrir une piscine par la March of Dimes, une association caritative américaine pour la santé, pour lui permettre de s'exercer et de lutter contre sa maladie. Il la fit construire dans le bâtiment adossé à la colonnade Jefferson et qui reliait les bureaux de l'aile Ouest à la Résidence exécutive. Ce bâtiment qui abritait des pièces de servitude (buanderie, atelier floral) verra également l'installation d'une salle de sports.
En 1969, pour s'adapter au nombre de plus en plus important de journalistes accrédités à la Maison-Blanche, le président Richard Nixon décida de faire recouvrir la piscine inutilisée. La piscine est désormais la salle de presse, où le porte-parole du président donne des briefings quotidiens aux correspondants de presse accrédités à la Maison-Blanche et où quelquefois le président intervient également (les conférences de presse plus formelles se font en général dans l'East Room dans la Résidence exécutive).
Nixon fit également renommer la pièce qui occupait la place de l'ancien bureau présidentiel, avant l'incendie de 1929, en Roosevelt Room, en l'honneur des deux présidents Roosevelt : Théodore Roosevelt qui construisit l'aile Ouest et Franklin Roosevelt qui fit construire l'actuel bureau ovale (la pièce était autrefois surnommée la Fish Room car Franklin Roosevelt y avait des aquariums et John Kennedy y exposait ses trophées de pêche). Traditionnellement, un portrait de Franklin Roosevelt était accroché au manteau de la cheminée de la Roosevelt Room durant une administration démocrate et un portrait de Theodore Roosevelt lors d'une administration républicaine (l'autre tableau se retrouvant alors sur un des murs latéraux, parmi d'autres). Cependant le président Clinton conserva sur le dessus de la cheminée le portrait de Theodore Roosevelt. Le portrait de Frankin Roosevelt fut retiré, avec d'autres tableaux, lors de la rénovation de la pièce en 2006 et remis au début de la présidence Obama.
Comme pour la Résidence exécutive, l'aile Ouest a subi des modifications, reconstructions et rénovations souvent pour en améliorer le confort et la sécurité (par exemple l'installation de la climatisation ou la pose d'un sur-vitrage blindé aux fenêtres du bureau ovale). Les rénovations sont supervisées par le conservateur de la Maison-Blanche et le Comité pour la préservation de la Maison-Blanche. Les derniers travaux importants connus dans l'aile Ouest sont le creusement d'espace supplémentaire en sous-sol lors de la rénovation de la Situation Room et la réfection complète du bureau ovale (avec la pose d'un nouveau parquet) et de la Cabinet Room, tous sous la présidence de George W. Bush.
Les pièces de l'aile Ouest, surtout les pièces principales, sont décorées de mobilier et de tableaux issus de la collection de la Maison-Blanche. Pour la décoration du bureau ovale, le président se fait prêter quelquefois, le temps de son mandat, des pièces issues de collections de musées américains ou de personnes privées.

## Disposition
L'aile Ouest comprend 3 niveaux :

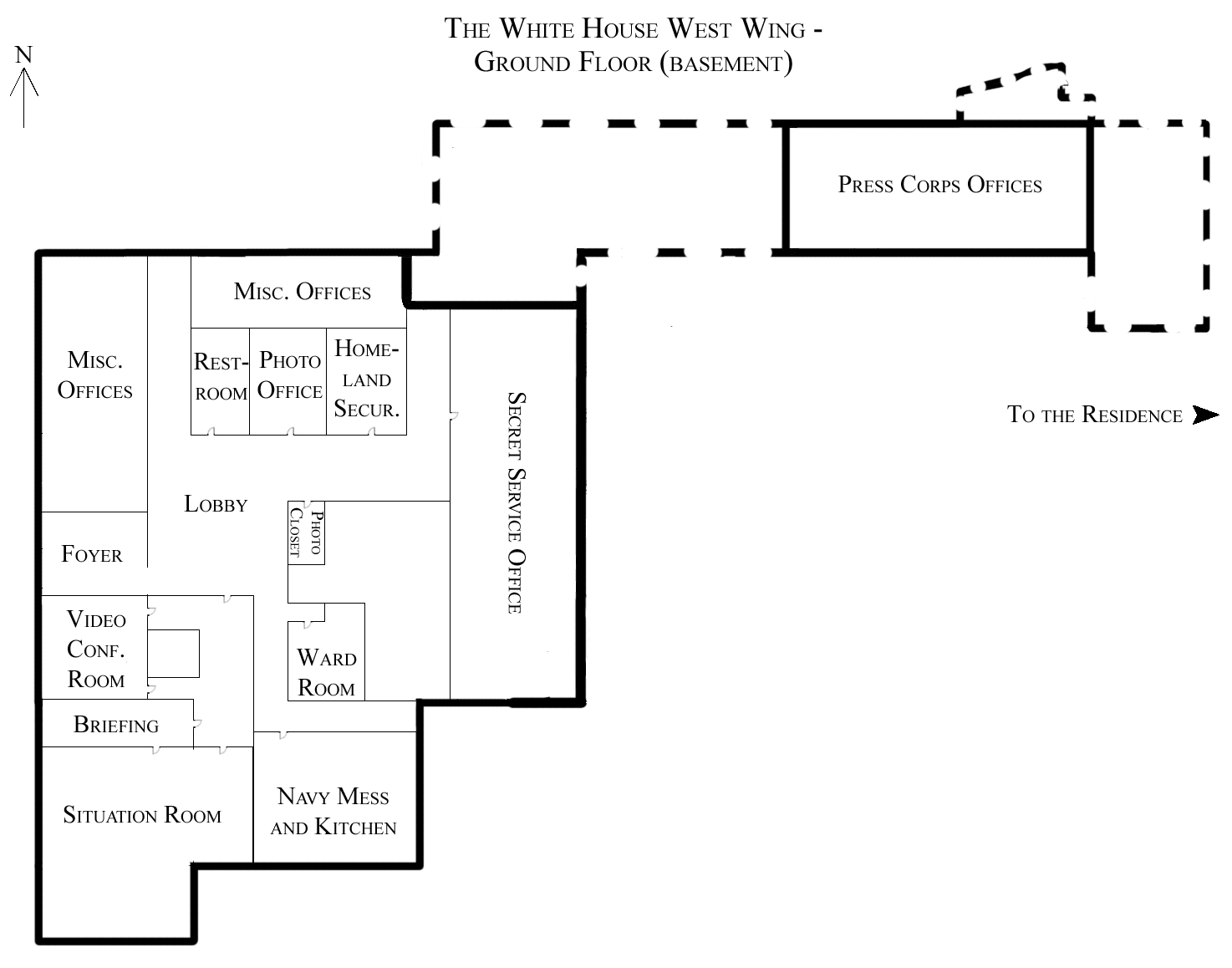
Plan du sous-sol avec la Situation Room en bas à gauche.

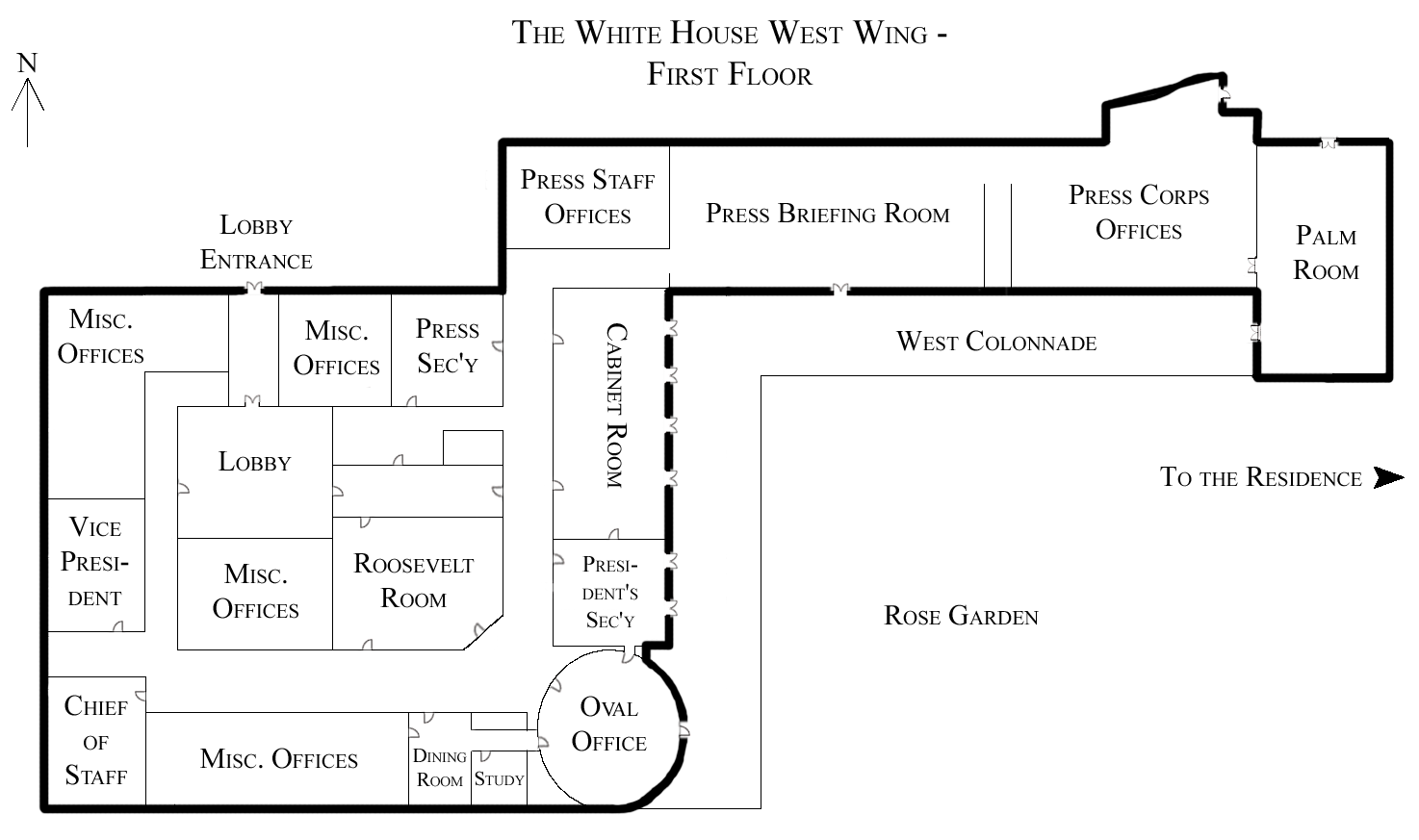
Plan du rez-de-chaussée.

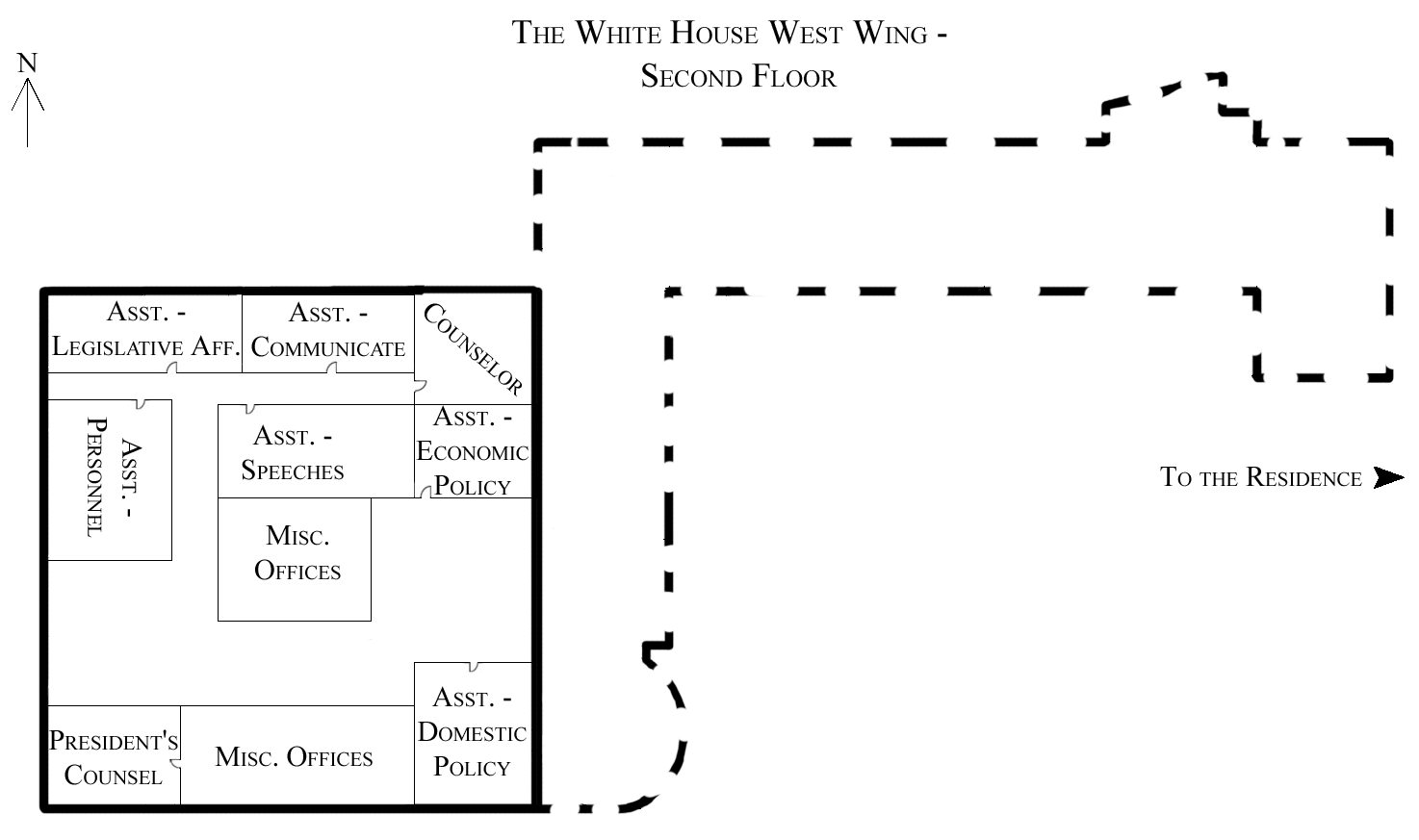
Plan du premier étage de l'aile Ouest.

- Le sous-sol ou Ground Floor (mais en rez-de-chaussée côté est) abrite la Situation Room, aménagée en 1961, où sont traitées les crises en temps réel ainsi que les renseignements[2]. Il s'agit d'un espace sécurisé mais non d'un bunker (le bunker de la Maison-Blanche se trouve sous l'aile Est et abrite le Centre opérationnel d'urgence présidentiel) qui permet au président de commander les forces américaines ou de suivre leurs opérations grâce à des systèmes de télécommunications sophistiqués. C'est dans cette pièce que John F. Kennedy avait géré la crise des missiles soviétiques à Cuba en 1962. Elle fut entièrement rénovée, agrandie et modernisée sous le mandat de George W. Bush permettant d'y tenir des réunions avec audio ou visioconférences sécurisées avec plusieurs autres entités gouvernementales ou militaires aux États-Unis ou outre-mer. Elle comprend désormais 3 salles de conférences, des bureaux annexes et une salle de veille (Watch Center où une quinzaine de personnes travaillent à son fonctionnement dont un tiers appartiennent aux agences fédérales de renseignement. Ce sous-sol abrite aussi d'autres bureaux dont celui des photographes de la Maison-Blanche ainsi qu'un mess tenu par des cuisiniers de l'US Navy et ouvert de 7h00 à 20h00, à disposition des personnes travaillant dans l'aile.

- Le rez-de-jardin ou First Floor, étage le plus vaste, comprend les principales pièces. À l'est, le long de la colonnade sur laquelle ils ouvrent, se trouvent le bureau ovale, le secrétariat personnel du président et la Cabinet Room. 
Le bureau ovale est situé dans le coin sud-est de l'aile. Outre un accès à la colonnade et au jardin attenant, le Rose Garden (la roseraie de la Maison-Blanche), il s'ouvre sur le bureau abritant son secrétariat personnel, sur un petit corridor face à la Roosevelt Room par où entrent habituellement dans le bureau ovale les invités officiels et sur un couloir menant à un petit bureau et une salle à manger, les deux à usage exclusif du président.

La Cabinet Room est une grande pièce rectangulaire où le Cabinet présidentiel (équivalent du gouvernement) se réunit autour d'une grande table elliptique en acajou. Au revers des dossier des fauteuils en cuir est inscrit sur une plaque de laiton, le titre de celui qui l'occupe. Le dossier du fauteuil présidentiel est légèrement plus grand. Cette pièce accueille également les rencontres avec les délégations de gouvernement étranger.
Au centre de l'aile, la Roosevelt Room, l'autre salle de réunion de l'étage se situe approximativement à l'emplacement du premier bureau ovale. Cette pièce accueille en général des réunions de travail ou de réception de délégation. George W. Bush y faisait quelquefois des annonces officielles
On trouve également à cet étage, les bureaux des principaux collaborateurs du président dont ceux du chef de cabinet de la Maison-Blanche et du conseiller à la sécurité nationale. Le vice-président dispose aussi souvent d'un bureau à cet étage mais son bureau officiel et ceux de son équipe se trouvent dans le Old Executive Office Building voisin (il dispose également en tant que président ex officio du Sénat d'un bureau officiel au Capitole).
Au nord-est, le long de la colonnade Ouest, se trouve la salle de presse, la James S. Brady Press Briefing Room construite sous Nixon à l'emplacement d'une piscine intérieure. Baptisée en 2000 du nom de l'ancien porte-parole de Ronald Reagan, James Brady et entièrement rénovée et modernisée en 2007, elle abrite les briefings quotidiens du porte-parole de la Maison-Blanche devant les correspondants de presse accrédités à la Maison-Blanche et quelquefois des interventions informelles du président (ses conférences de presse plus formelles se déroulent souvent dans l'East Room, une grande pièce du State Floor de la Résidence exécutive ou dans le Rose Garden). À proximité de cette salle de presse, se trouvent les bureaux du service de presse de la Maison Blanche et des espaces de travail pour les journalistes (Press Corp offices), dont certains en sous-sol, avec studios d'enregistrement et montage ainsi qu'un petit espace de restauration.
- Le premier étage ou Second Floor accueille différents bureaux. Il est moins haut et moins vaste que le rez-de-chaussée dont il ne couvre pas la partie Est (bureau ovale, secrétariat et Cabinet Room)

L'aile Ouest dispose de deux entrées principales :
- L'entrée officielle au nord avec un porche, qui permet une dépose en voiture depuis l'entrée de la Maison-Blanche sur Pennsylvania Avenue, elle ouvre sur le hall d'attente de l'étage principal. À cette entrée se trouve systématiquement un marine servant de portier quand le président est présent dans l'aile[3].
- Une seconde entrée à l'ouest permet un accès au sous-sol/rez-de-chaussée de l'aile. L'aile ouvre en effet à l'ouest sur une petite rue, la West Executive avenue, qui la sépare du Old Executive Building. Autrefois ouverte au public, cette artère est désormais fermée par des grilles à ses deux extrémités pour raisons de sécurité et incluse dans le périmètre de la Maison-Blanche.

Une entrée annexe de l'aile existe à l'angle de la colonnade, au nord-est. Cette colonnade ouvre sur un jardin avec une pelouse centrale bordée de parterres de fleurs et d'arbres, la roseraie de la Maison-Blanche, où durant les beaux jours se tiennent certaines déclarations ou manifestations officielles.
Au sud de l'aile, sur le côté ouest de la South Lawn, le parc Sud de la Maison-Blanche, se trouvent une piscine découverte, un green de golf et un terrain de tennis où Barack Obama a fait rajouter des panneaux de basket.

## Occupants

### Administration Obama
Aucune liste officielle des collaborateurs du président Barack Obama ayant un bureau dans l'aile Ouest n'est encore disponible. Cependant The Washington Post a publié un plan d'affection des bureaux aux principaux collaborateurs et d'autres articles et documentaires télévisés permettent de déduire que les personnes suivantes y ont leur bureau, :
| Rez-de-jardin - Barack Obama, président des États-Unis - Joe Biden, vice-président des États-Unis - Katie Johnson (en), secrétaire personnelle du président - Reggie Love (en), aide personnel (body man) du président - Robert Gibbs, porte-parole de la Maison-Blanche - Anita Dunn, directrice de la communication - Dan Pfeiffer (en), directeur adjoint à la communication - Thomas E. Donilon, conseiller adjoint à la sécurité nationale - James L. Jones, conseiller à la sécurité nationale - Mona Sutphen (en), chef de cabinet adjoint - Jim Messina (en), chef de cabinet adjoint - David Axelrod, conseiller du président - Pete Rouse, conseiller du président - Rahm Emanuel, chef de cabinet de la Maison-Blanche - plusieurs collaborateurs de Rahm Emanuel dont Sean Sweeney, Sarah Feinberg et Amanda Anderson | Premier étage - Melody Barnes, directrice du Conseil de la politique intérieure (Domestic Policy Council) - Heather Higginbottom (en), directeur adjoint du Conseil de la politique intérieure - Phil Schiliro (en), directeur des Affaires législatives - Lisa Konwinski, directeur adjoint des Affaires législatives - Lawrence Summers, directeur du Conseil économique national (National Economic Council) - Patrick Gaspard (en), directeur du bureau des Affaires politiques - Tina Tchen, directrice de la liaison publique - Cecilia Muñoz, directeur des affaires intergouvernementales - Valerie Jarrett, conseillère - Cassandra Butts (en), conseiller juridique adjoint - Gregory Craig (en), conseiller juridique de la Maison-Blanche - Chris Lu (en), secrétaire du Cabinet (Cabinet Secretary, chargé de la liaison entre le président et les membres du Cabinet) |

Sous-sol
- Alyssa Mastromonaco, directrice du Scheduling and Advance
- Lisa Brown (en), Staff secretary (en)
- Jon Favreau, responsable du bureau des discours, la « plume » d'Obama
- Nancy-Ann DeParle (en), directrice du bureau de la Maison-Blanche pour la réforme de Santé
- Lt. Gen. Douglas E. Lute (en), conseiller adjoint à la Sécurité nationale pour l'Irak et l'Afghanistan (en)
- John O. Brennan, conseiller adjoint à la sécurité nationale, chargé de la sécurité intérieure
- Denis McDonough, conseiller à la politique étrangère
- Mark Lippert, chef de cabinet du Conseil de sécurité nationale
- Pete Souza, photographe en chef de la Maison-Blanche

## Galerie photo

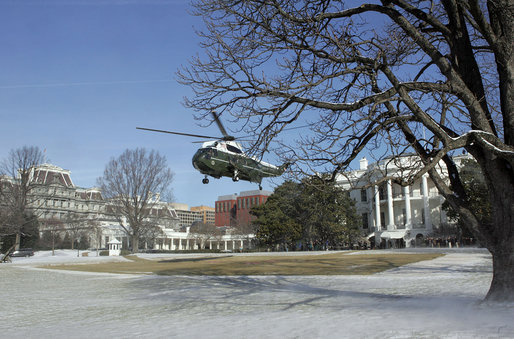
Marine One décollant de la pelouse Sud. On aperçoit à gauche la colonnade et l'aile Ouest et en arrière-plan le Old Executive Office Building
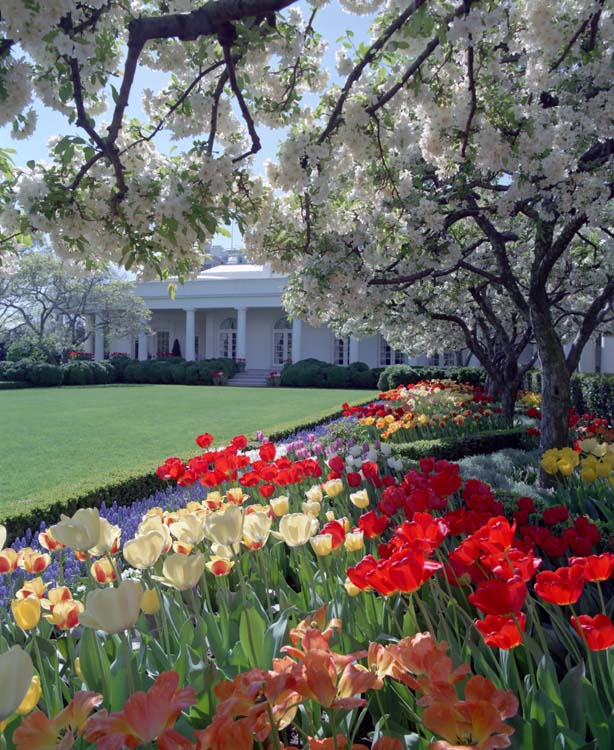
Rose Garden, la roseraie de la Maison-Blanche au printemps, avec en arrière-plan les portes-fenêtres du bureau ovale (à l'extrême gauche), du secrétariat et de la Cabinet Room (à gauche, en partie cachée par les cerisiers en fleurs)
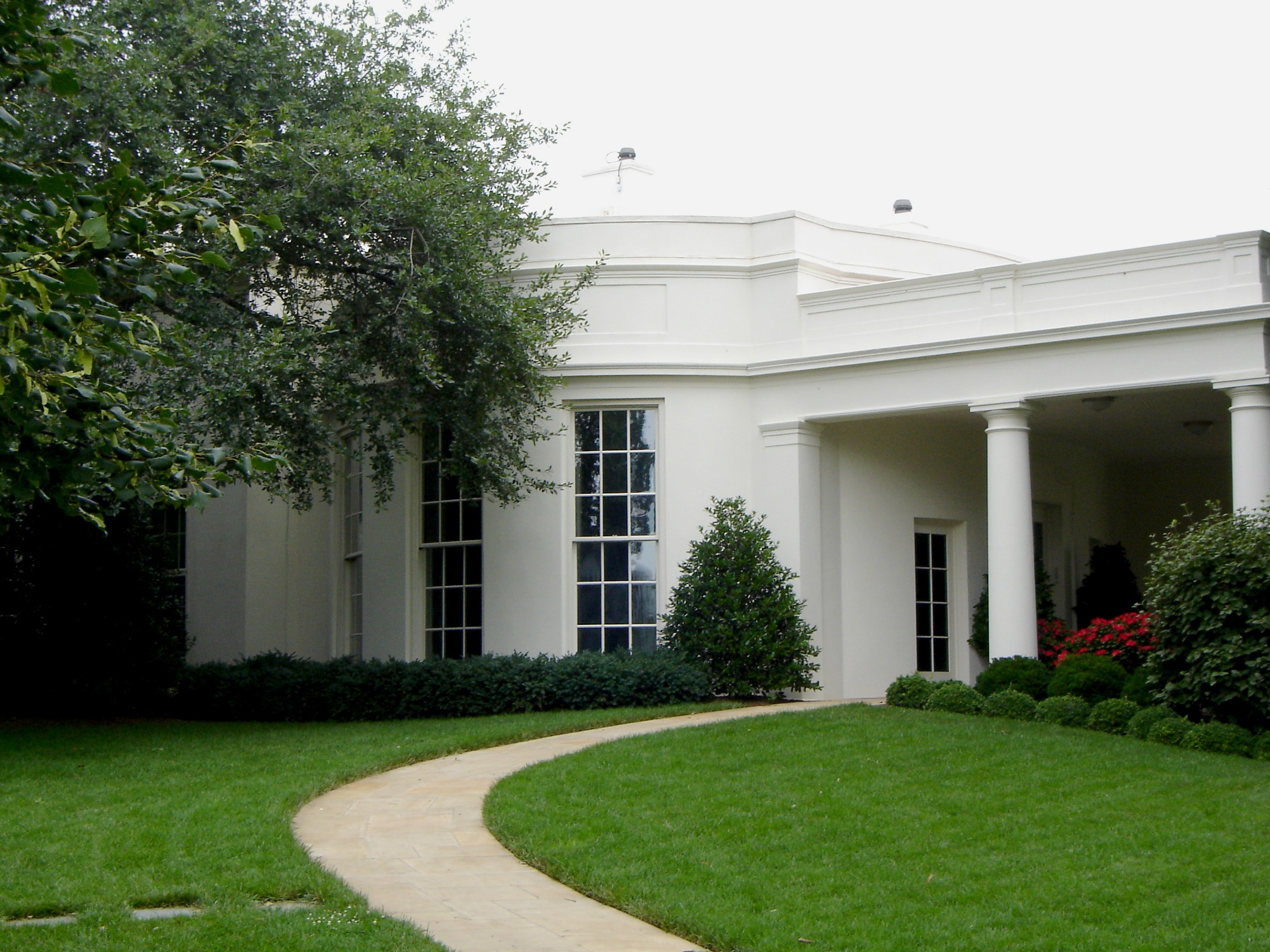
Vue de la colonnade Ouest et des 3 fenêtres du bureau ovale depuis le sud.
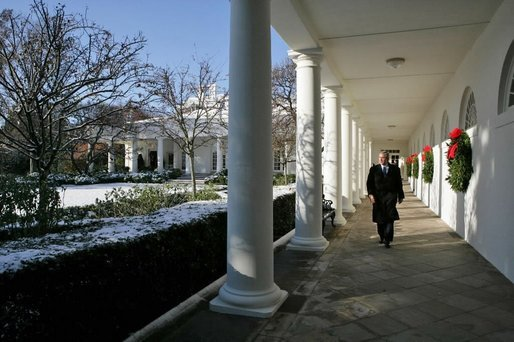
George W. Bush marchant sous la colonnade Ouest

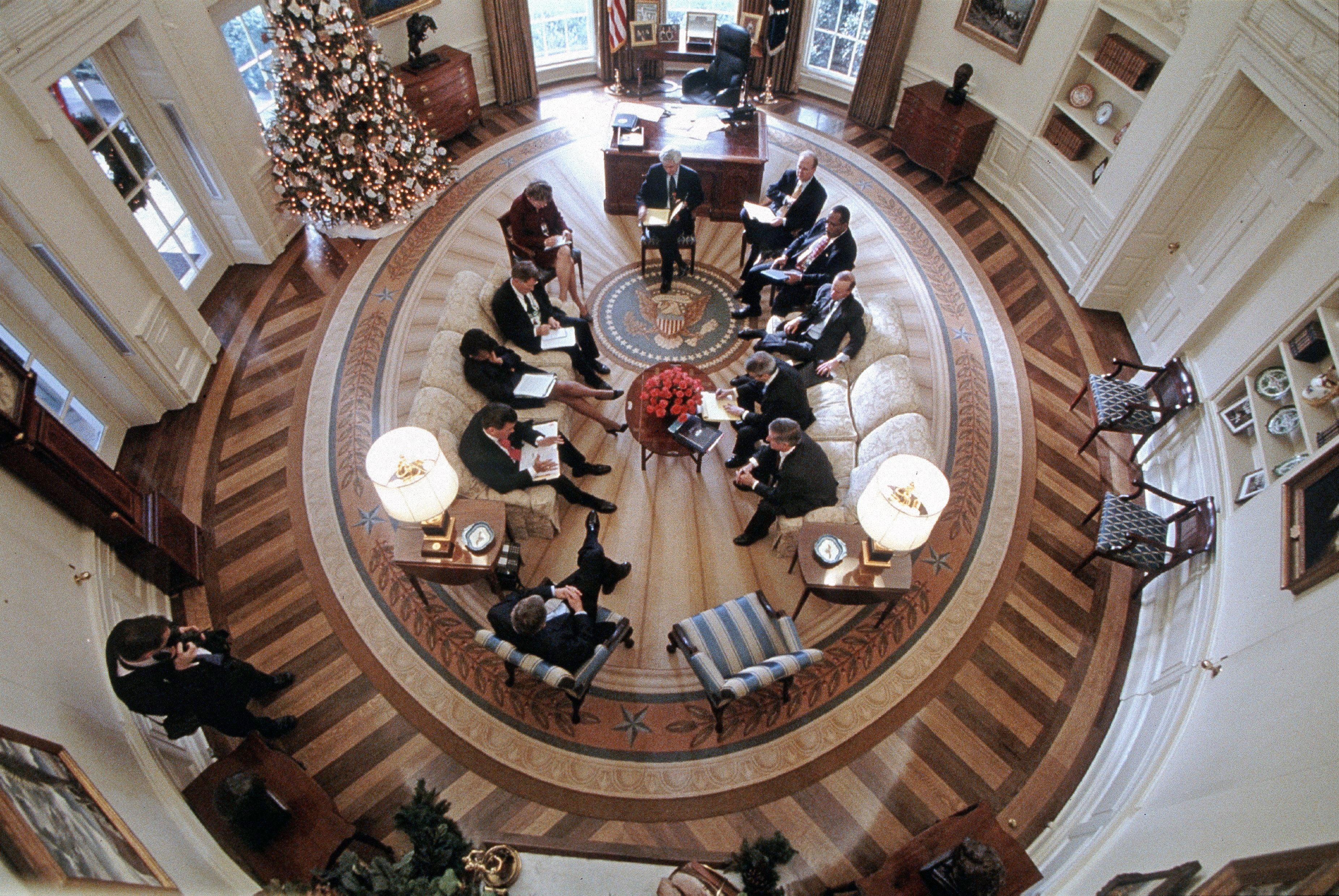
Le bureau ovale en 2001 après sa rénovation complète sous l'administration de George W. Bush.
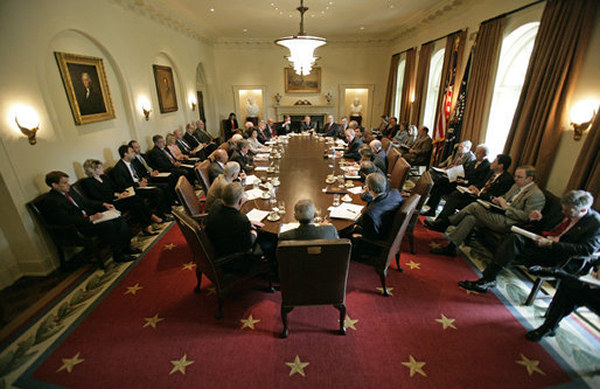
Réunion du Cabinet dans la Cabinet Room en 2006.
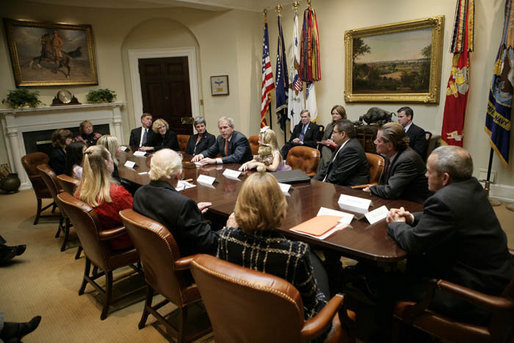
George W Bush rencontre en 2006 des supporters de sa politique dans la Roosevelt Room.
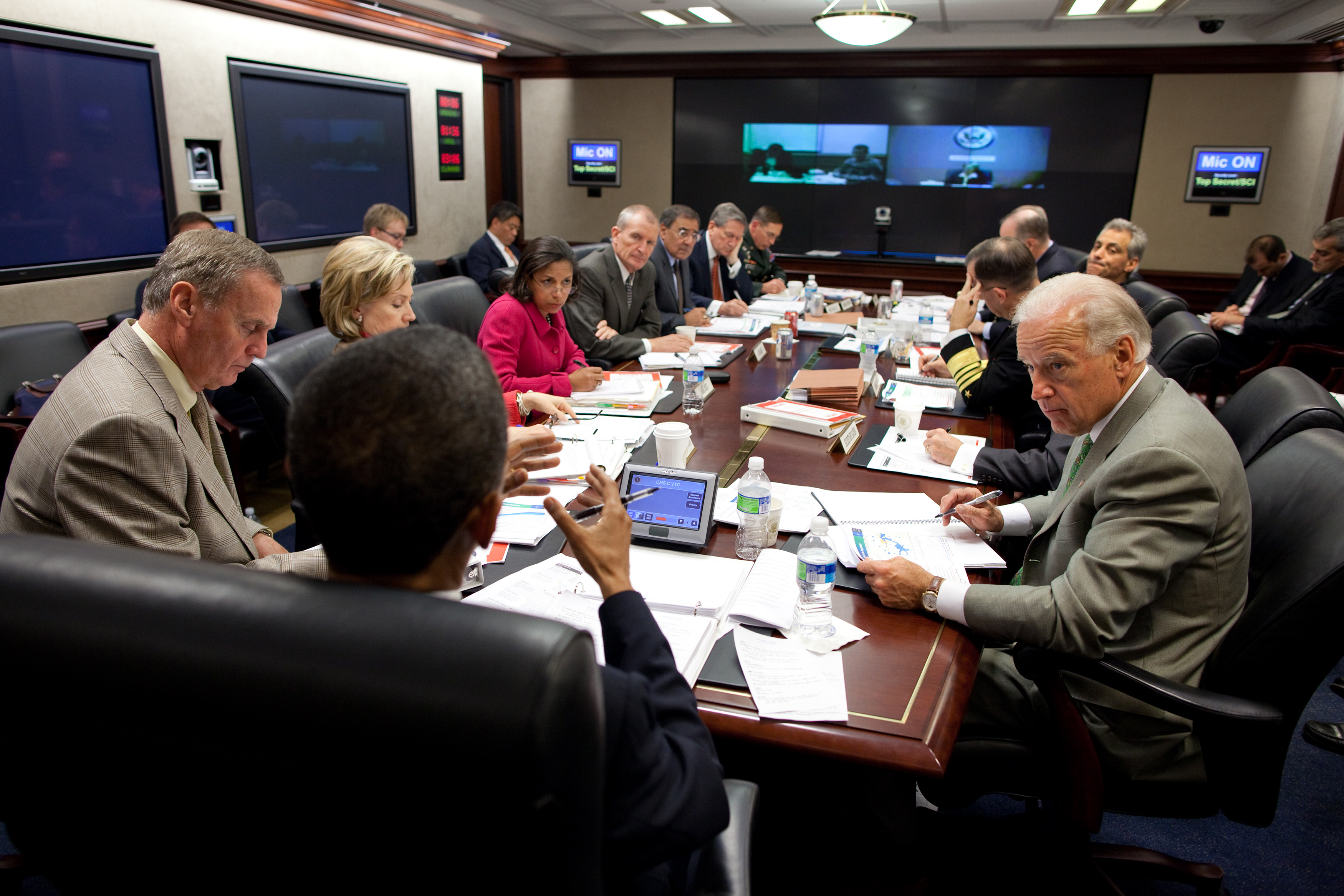
Barack Obama lors d'une réunion sur l'Afghanistan dans la Situation Room en octobre 2009.

## Série télévisée
En 1999, les téléspectateurs américains découvrent une nouvelle série intitulée The West Wing (À la Maison-Blanche), avec Martin Sheen dans le rôle du président des États-Unis, le démocrate Josiah « Jed » Bartlet.